# American Horror Story: Cult
American Horror Story: Cult é a sétima temporada série de televisão American Horror Story,da FX. A temporada estreou em 5 de setembro de 2017 e terminou em 14 de novembro de 2017.
Os membros do elenco que retornam de temporadas anteriores incluem Sarah Paulson, Evan Peters, Cheyenne Jackson, junto com os novos membros de elenco Billie Lourd e Alison Pill.

## Sinopse
Após as eleições presidenciais dos Estados Unidos de 2016, a cidade fictícia de Brookfield Heights, em Michigan, fica dividida. A proprietária do restaurante local, Ally Mayfair-Richards, está completamente perturbada pela vitória de Donald Trump e várias de suas fobias de longa data, incluindo a hemofobia e a tripofobia, se intensificam com os recentes acontecimentos e ela tenta conseguir a ajuda de sua esposa, Ivy, e seu psiquiatra, Dr. Rudy Vincent, para curar suas fobias. Um dos residentes de Brookfield Heights, um sociopata manipulador chamado Kai, se alegra com os resultados das eleições e fica inspirado a seguir o poder político. Então, Kai forma um culto para conseguir realizar suas ideologias, contando com a ajuda de seus seguidores; entre eles, sua irmã Winter, os vizinhos Harrison e Meadow, além do detetive Jack Samuels e da repórter local Beverly Hope.

## Elenco e personagens

### Principal
- Sarah Paulson como Ally Mayfair-Richards e Susan Atkins
- Evan Peters como Kai Anderson, Andy Warhol, Marshall Applewhite, David Koresh, Jim Jones, Jesus e Charles Manson
- Cheyenne Jackson como Dr. Rudy Vincent
- Billie Lourd como Winter Anderson e Linda Kasabian
- Alison Pill como Ivy Mayfair-Richards

### Convidados especiais
- Billy Eichner como Harrison Wilton e Charles "Tex" Watson
- Emma Roberts como Serena Belinda
- Mare Winningham como Sally Keffler
- Lena Dunham como Valerie Solanas
- Frances Conroy como Bebe Babbitt

### Recorrente
- Colton Haynes como Detetive Jack Samuels
- Cooper Dodson como Oz Mayfair-Richards
- Jorge-Luis Pallo como Pedro Morales
- Adina Porter como Beverly Hope
- Leslie Grossman como Meadow Wilton e Patricia Krenwinkel
- Dermot Mulroney como Bob Thompson
- Chaz Bono como Gary Longstreet
- Cameron Cowperthwaite como Speed Wagon

### Convidado
- John Carroll Lynch como Twisty
- Tim Kang como Tom Chang
- Aimee Carrero como Garota do piquenique
- Rafael de la Fuente como Cara do piquenique
- Zack Ward como Roger
- Laura Allen como Rosie
- Ron Melendez como Mark
- Seth Coltan como Homem nu
- James Morosini como R.J.
- T.J. Hoban como Vincenzo 'Vinny' Ravoli
- Bill Parks como Cole
- Grant Albrecht como Scott Anderson
- Jamie Brewer como Hedda
- Dot-Marie Jones como May
- Steve Bannos como Policial
- Lyla Porter-Follows como Bebe Babbitt jovem
- Rick Springfield como Pastor Charles
- Summera Howell como Garota
- Dennis Cockrum como Senador Herbert Jackson
- Rachel Roberts como Sharon Tate
- Sarah Yarkin como Riley
- Annie Ilonzeh como Erika
- Liz Jenkins como Gloria

## Episódios
| N.º geral | N.º na temp. | Título                                                                                             | Dirigido por          | Escrito por                | Exibição original      | Audiência (milhões) |
| --- | ------------ | -------------------------------------------------------------------------------------------------- | --------------------- | -------------------------- | ---------------------- | ------------------- |
| 74 | 1            | "Election Night" "(Noite de Eleição)"                                                              | Bradley Buecker       | Ryan Murphy & Brad Falchuk | 5 de setembro de 2017  | 3.93                |
| Ally e Ivy são um casal que têm um filho chamado Oz. Ally sofre de várias fobias que se intensificam depois de saber que Donald Trump ganhou as eleições presidenciais dos Estados Unidos de 2016. Seu psicólogo, o Dr. Rudy Vincent, recomenda um medicamento para acalmar sua ansiedade induzida pelas fobias. Mais tarde, alguns palhaços começam a perseguir Ally. Enquanto isso, Kai e Winter são dois irmãos que fazem um pacto misterioso depois que Trump se torna presidente. Winter vira babá de Oz e tenta o dessensibilizar em relação à violência. Kai atrai um grupo de homens latinos para espancá-lo. Os vizinhos de Ally e Ivy, os Chang, são assassinados por um grupo de palhaços. A polícia assume erroneamente o incidente como um assassinato-suicídio. |              | |                       |                            |                        |                     |
| 75 | 2            | "Don't Be Afraid of the Dark" "(Não Tenha Medo do Escuro)"                                         | Liza Johnson          | Tim Minear                 | 12 de setembro de 2017 | 2.38                |
| Kai começa sua campanha para uma vaga no conselho da cidade. Ally fica desconfiada dos novos moradores da antiga casa de Chang, os Wilton. No restaurante de Ally e Ivy, o Butchery on Main, as tensões crescem entre o chefe de cozinha, Roger, e um funcionário latino, Pedro. Mais tarde, o sistema de segurança do restaurante falha e Ally vai investigar; ela encontra Roger pendurado em um gancho entre as carnes da despensa. O Detetive Samuels suspeita de Pedro. Ally consegue uma arma com os Wilton. Mais tarde, acontece uma falta de energia na cidade, e Ally é aterrorizada por palhaços em sua casa. Ivy manda Pedro entregar suprimentos na casa e ele é acidentalmente baleado por Ally. |              | |                       |                            |                        |                     |
| 76 | 3            | "Neighbors from Hell" "(Vizinhos Infernais)"                                                       | Gwyneth Horder-Payton | James Wong                 | 19 de setembro de 2017 | 2.25                |
| Algumas pessoas protestam contra a morte de Pedro do lado de fora do Butchery on Main. Kai promete para Ally que irá convencê-los a parar e consegue. Os Wilton repreendem Ally pela morte de Pedro e dão um presente para Oz, um porquinho-da-índia. Um caminhão, que solta um misterioso gás verde por todo o bairro, perturba Ally. O porquinho-da-índia de Oz é colocado dentro de um microondas e morto; Ally suspeita que os Wilton sejam os responsáveis. Ela ataca Harrison e ameaça Meadow. Um vídeo de Ally sendo seduzida por Winter é publicado na internet, o que devasta Ivy. Os Wilton são interrogados individualmente por Kai, e Harrison expressa seu desejo pela morte de Meadow. Mais tarde, Meadow desaparece e Harrison culpa Ally. |              | |                       |                            |                        |                     |
| 77 | 4            | "11/9" "(9/11)"                                                                                    | Gwyneth Horder-Payton | John J. Gray               | 26 de setembro de 2017 | 2.13                |
| No dia seguinte à eleição, Harrison se torna treinador pessoal de Kai. Kai começa a auxiliar Harrison e, então, o convence a assassinar seu chefe cruel. Mais tarde, Kai adquire um interesse especial por uma repórter de notícias chamada Beverly Hope e lhe oferece "igualdade de poder" em sua busca pela dominação. Ele provoca o assassinato de sua rival como uma prova de sua dedicação a ela. No dia anterior à eleição, Ivy vai à uma manifestação política onde é tocada por um homem chamado Gary. Winter defende Ivy e as duas almoçam juntas. Naquela noite, Ivy e Winter sequestram Gary e o acorrentam em um poste em um prédio abandonado para impedir que ele vote no dia seguinte. Kai resgata Gary e lhe oferece uma serra poucos momentos antes das eleições se encerrarem. Gary, então, corta sua mão acorrentada. |              | |                       |                            |                        |                     |
| 78 | 5            | "Holes" "(Buracos)"                                                                                | Maggie Kiley          | Crystal Liu                | 3 de outubro de 2017   | 2.20                |
| Beverly informa Kai que seu chefe, Bob, está comprometendo a cobertura de notícias dos assassinatos feito pelos palhaços e, assim, impedindo a campanha de Kai para o conselho da cidade. Kai, Beverly, Winter, Harrison, Detetive Samuels, Ivy e o cinegrafista de Beverly, R.J, vestidos de palhaços, entram na casa de Bob e filmam seu assassinato. Beverly mais tarde aconselha Kai a cortar laços com R.J, que ela vê como um elo fraco. Cada membro do culto dispara pregos na cabeça de R.J e Kai o executa. Enquanto isso, Meadow, fugindo de Harrison e seu amante, Samuels, pede segurança a Ally e revela que Ivy é membro do culto. Beverly examina Kai sobre o paradeiro de seus pais e Kai revela que sua mãe atirou em seu pai e depois cometeu suicídio. O irmão de Kai, o Dr. Rudy Vincent, insistiu em que eles escondessem seus corpos em seu quarto para não perder o dinheiro da pensão de sua mãe e os cheques de deficiência de seu pai. |              | |                       |                            |                        |                     |
| 79 | 6            | "Mid-Western Assassin" "(Assassinato do Meio-Oeste)"                                               | Bradley Buecker       | Todd Kubrak                | 10 de outubro de 2017  | 2.15                |
| Meadow revela a Ally que ela se apaixonou por Kai e decidiu abandonar o culto quando seus sentimentos não eram recíprocos. Ally planeja usar o testemunho de Meadow para expor Kai com ajuda da candidata opositora dele, Sally Keffler, e vai até sua casa para explicar os acontecimentos. No meio de sua conversa, o culto entra na casa de Sally e Kai faz sua nota de suicídio e em seguida a mata com um tiro no peito. No dia seguinte, em uma manifestação política, Meadow dispara contra várias pessoas, incluindo Kai. Ally tenta tirar a arma de suas mãos e Meadow se dispara na boca. Ally é presa depois que uma equipe SWAT chega à cena e a encontra com a arma em suas mãos. Kai havia ordenado que Meadow tentasse assassinar ele para que sua figura fosse elevada a nível nacional. Além disso, Meadow foi instruída a testemunhar para Ally com base em que ninguém acreditaria em uma "mulher louca". |              | |                       |                            |                        |                     |
| 80 | 7            | "Valerie Solanas Died for Your Sins: Scumbag" "(Valerie Solanas Morreu por Seus Pecados: Escória)" | Rachel Goldberg       | Crystal Liu                | 17 de outubro de 2017  | 2.07                |
| Recuperando do tiroteio de Meadow, Kai ganha as eleições e Ally é encarcerada por seu suposto envolvimento; no entanto, Beverly começa a perceber que as promessas de igualdade de Kai não eram mais relevantes. Eventualmente, Beverly apresenta Ivy e Winter para Bebe Babbitt, ex-amante da líder feminista Valerie Solanas. É revelado que Solanas foi a primeira líder feminina do culto, comandando uma legião de mulheres ocultistas na busca de derrubar a opressão masculina, assassinando vários homens e suas contrapartes mulheres; ela sinalizou o massacre ao tentar assassinar Andy Warhol. Infelizmente, o crédito pelos assassinatos foi levado por um homem que se chamava de Assassino do Zodíaco; ficando louca de desejo, as seguidoras de Solanas perderam fé nela e a abandonaram, deixando-a morrer sozinha. Hoje em dia, Winter visita Kai, onde ele percebe seu fascínio por Solanas e informa que Harrison faz comentários sexistas; Como tal, Winter, Ivy e Beverly atraem Harrison para o restaurante de Ivy e o assassinam com brutalidade. Foi revelado que Kai contratou Babbitt para testar a lealdade das mulheres, agora confirmada quando o cadáver desmembrado de Harrison é descoberto pela polícia. |              | |                       |                            |                        |                     |
| 81 | 8            | "Winter of Our Discontent" "(O Inverno da Nossa Desesperança)"                                     | Barbara Brown         | Joshua Green               | 24 de outubro de 2017  | 2.06                |
| Winter assegura para Beverly e Ivy que Kai é confiável. Ela conta uma ocasião em que ela e Kai salvaram indivíduos sendo mantidos presos e torturados por um pastor perturbado. Kai propõe a Winter que ela fique grávida do "Messias" por Samuels. A proposta de Kai não é como planejado e Samuels tenta mais tarde estuprar Winter. Ela atira na cabeça dele. Enquanto isso, Ally, em um esforço para recuperar seu filho, informa Kai que Vincent está tentando fazê-lo ser internado. Kai mata Vincent, envia Beverly (tendo sido culpada pela morte de Samuels por Winter) a um isolamento e apresenta ao culto seu último membro: Ally. |              | |                       |                            |                        |                     |
| 82 | 9            | "Drink the Kool-Aid" "(Acredite Cegamente)"                                                        | Angela Bassett        | Adam Penn                  | 31 de outubro de 2017  | 1.48                |
| Kai declara sua intenção de concorrer ao Senado. Mais tarde, ele exige que cada membro do culto beba uma suposta bebida envenenada para testar sua lealdade. Em seguida ele revela que as bebidas não foram envenenadas. Ally serve macarrão e vinho com arsênico para Ivy. Enquanto Ivy consome a refeição, Ally descreve como concentrar sua energia em se vingar remediou suas fobias. Ivy cai morrendo depois disso. Como um meio para proteger Oz, Ally apresenta a Kai provas de que seu esperma inseminou-a quando ela engravidou. |              | |                       |                            |                        |                     |
| 83 | 10           | "Charles (Manson) in Charge" "(Charles (Manson) no Comando)"                                       | Bradley Buecker       | Ryan Murphy & Brad Falchuk | 7 de novembro de 2017  | 1.82                |
| Kai relata os assassinatos dos Tate aos seguidores. Depois, ele começa a suspeitar que um espião se infiltrou no culto e desliza em um estado de paranóia maníaca. Este estado aflige Kai com visões de Charles Manson. Enquanto isso, Bebe Babbitt está indignada com o fracasso de Kai em executar seu plano: desencadear a raiva feminina com uma plataforma política inflamatória. Ally atira em Bebe na cabeça depois de puxar uma arma para Kai. Depois de relatar o assassinato de Gary, propagado pelo culto em uma Paternidade Planejada local. Winter tenta convencer Beverly a fugir mas ela insiste que permanecerá leal a Kai. Mais tarde, Kai estrangula Winter até a morte depois que Ally a acusa como uma espiã. Ally descobre o verdadeiro espião, um dos seguidores, Speedwagon. |              | |                       |                            |                        |                     |
| 84 | 11           | "Great Again" "(Grande Outra Vez)"                                                                 | Jennifer Lynch        | Tim Minear                 | 14 de novembro de 2017 | 1.97                |
| Um time da SWAT invade o porão de Kai na noite em que o culto pretende massacrar cem mulheres grávidas. Meses depois, Ally divulga para Beverly que o FBI a recrutou como informante. Beverly se torna conselheira-chave na campanha de Ally para o Senado de Michigan. Kai foge de uma prisão de segurança máxima e se infiltra em um debate político televisionado entre Ally e seu adversário. Kai aponta uma arma para a cabeça de Ally. Ele puxa o gatilho e descobre que a arma não está carregada. Beverly atira nele e o mata. Ally consegue a grande maioria do voto feminino e ganha um assento no Senado. Mais tarde, Ally coloca uma capa parecida com a capa do grupo de Valerie Solanas, e sai para participar de uma reunião com um grupo de "mulheres fortes que querem mudar o sistema". |              | |                       |                            |                        |                     |

## Produção

### Desenvolvimento
Em 4 de outubro de 2016, a série foi renovada para uma sétima temporada, que estreou em 5 de setembro de 2017. Ryan Murphy confirmou que a temporada seria conectada a Freak Show; mas se passaria nos dias atuais. Em fevereiro de 2017, no Watch What Happens Live, Ryan Murphy anunciou que a temporada giraria em torno das eleições dos Estados Unidos em 2016, e deu a entender que a temporada poderia apresentar um personagem baseado no presidente Donald Trump. Ryan Murphy disse que a temporada seria representativa de ambos os lados da divisão política. Ele também disse que iria "iluminar e destacar" grupos de pessoas que ele acredita serem "ignorados pela atual administração [Trump] e que temem e se sentem aterrorizados que suas vidas serão tiradas".
Mais tarde, foi confirmado que a temporada se passaria após a eleição presidencial, com o primeiro episódio passando-se na noite da eleição. Murphy explicou que o primeiro episódio seria sobre "as consequências daquela noite, que para muitas pessoas, de todos os lados dos campos, é uma história de terror". Ele também revelou que a temporada não contaria com Donald Trump ou Hillary Clinton, afirmando que "American Horror Story é sempre sobre alegoria, então a eleição é uma alegoria". Em abril de 2017, Murphy confirmou que vídeos da noite de eleição seriam usados no primeiro episódio da temporada.
Murphy revelou através do Twitter que os detalhes da sétima temporada, incluindo o título, seriam revelados em 20 de julho de 2017. Ele também disse que a sequência de abertura da série voltaria nesta temporada, após sua ausência em Roanoke.
Em 20 de julho de 2017, foi anunciado na San Diego Comic-Con que o título da temporada seria Cult. Murphy também revelou que a temporada se passaria em Michigan, nos Estados Unidos, e confirmou que a mesma consistiria em um total de 11 episódios, estreando em 5 de setembro de 2017. Em 3 de agosto de 2017, pôsteres online revelaram os nomes de vários personagens da temporada. Em 21 de agosto de 2017, a sequência de abertura da temporada foi revelada, após sua ausência na temporada anterior. No mesmo mês, Murphy confirmou que, diferente das temporadas anteriores, Cult não apresentaria elementos sobrenaturais.

### Escolha de elenco
Durante o Winter 2017 TCA Press Tour, os veteranos da série, Sarah Paulson e Evan Peters, foram relatados como os protagonistas da temporada. Em março de 2017, o apresentador de Billy on the Street, Billy Eichner, foi anunciado no elenco da temporada, interpretando um papel na vida da personagem de Sarah Paulson. No mês seguinte, foi relatado que a veterana de Scream Queens, Billie Lourd, também estaria na sétima temporada da série. Em maio de 2017, Leslie Grossman, que protagonizou a série Popular, de Ryan Murphy, havia se juntado ao elenco da série, e Angela Bassett deu a entender que poderia retornar em um papel recorrente. Mais tarde naquele mês, foi confirmado através de imagens do set de filmagens que Adina Porter e Cheyenne Jackson também retornariam. Em junho de 2017, Ryan Murphy confirmou através da sua conta no Instagram que Colton Haynes, com quem Murphy trabalhou anteriormente na segunda temporada de Scream Queens, havia se juntado ao elenco da sétima temporada. Mais tarde naquele mês, imagens do set de filmagens revelaram que Alison Pill se juntaria ao elenco da temporada, aparentemente interpretando a parceira da personagem de Sarah Paulson. Em julho de 2017, Ryan Murphy revelou através de sua conta no Twitter que Lena Dunham se juntaria à temporada, interpretando Valerie Solanas, autora de SCUM Manifesto e da tentativa de assassinato de Andy Warhol, através de flashbacks. Murphy também confirmou os retornos de Frances Conroy e Mare Winningham. Frances Conroy apareceu em todas as temporadas, exceto Hotel, enquanto Mare Winningham apareceu em Coven, Freak Show e Hotel. Em agosto de 2017, Ryan Murphy confirmou o retorno de Emma Roberts, que apareceu em Coven e Freak Show, enquanto o ator Chaz Bono, de Roanoke, também confirmou seu retorno.
Em 26 de junho de 2017, foi confirmado que Lady Gaga não retornaria na sétima temporada devido a outros projetos. No entanto, Lady Gaga e Ryan Murphy declararam que ela estaria interessada em se juntar a futuras temporadas de American Horror Story e a outros projetos de Ryan Murphy. Apesar dos rumores, a Entertainment Weekly informou em 7 de julho de 2017 que Vera Farmiga, irmã da veterana de American Horror Story, Taissa Farmiga, não apareceria na temporada. Mais tarde naquele mês, foi confirmado pelo The Hollywood Reporter que Kathy Bates não apareceria em Cult, após quatro temporadas de aparições regulares.
Ryan Murphy também revelou através de sua conta no Instagram que o personagem de Freak Show, Twisty o Palhaço, retornaria na sétima temporada, potencialmente insinuando que John Carroll Lynch retomaria seu papel.

### Filmagens
Em fevereiro de 2017, foi anunciado que a temporada começaria a ser filmada em junho de 2017. No mês seguinte, as filmagens foram adiantadas para maio de 2017. Em 24 de maio de 2017, o escritor e produtor John J. Gray confirmou que a temporada havia começado a ser filmada.